# Achtes Gesetz zur Änderung eisenbahnrechtlicher Vorschriften
Das Achte Gesetz zur Änderung eisenbahnrechtlicher Vorschriften (8. EisenbRÄndG) ist ein Bundesgesetz der Bundesrepublik Deutschland. 
Das Gesetz vom 12. September 2012 wurde am 17. September 2012 im Bundesgesetzblatt veröffentlicht und trat am 18. September 2012 in Kraft. Es entstand aus einer Initiative der Bundesregierung.
Inhalt des Gesetzes ist die Änderung des Allgemeinen Eisenbahngesetzes (AEG), mit der die beiden Richtlinien 2008/57/EG (Richtlinie über die Interoperabilität des Eisenbahnsystems in der Gemeinschaft) und 2008/110/EG (Richtlinie zur Änderung der Richtlinie 2004/49/EG über Eisenbahnsicherheit in der Gemeinschaft) auf Gesetzesebene in deutsches Recht umgesetzt wurden. Das Gesetz regelt unter anderem die Einführung einer für die Instandhaltung zuständigen Stelle, der die Verantwortung für den betriebssicheren Zustand der Eisenbahnfahrzeuge zukommt. Darüber hinaus fällt mit der Regelung die bisherige Unterteilung in ein konventionelles und ein Hochgeschwindigkeitsbahnsystem im AEG weg. Auch eine Änderung des § 3 des Bundeseisenbahnverkehrsverwaltungsgesetzes ist Gegenstand dieser Norm.